# Kiváló iskola
A kiváló iskola felsőoktatási intézménytípus a 17. századi Hollandiában. Az egyetemek és a kiváló iskolák között történelmi és jogi különbségek vannak. Az egyetemeket a köztársaság kezdeti éveiben alapították: a leideni egyetemet 1575-ben, a franekeri egyetemet, ahol Descartes is tanult, 1585-ben, a groningeni egyetemet és a harderwijki egyetemet pedig a 17. század folyamán.
1630-tól más városok is létrehoztak felsőoktatási intézményeket, de az egyetemek által féltékenyen őrzött cím és kiváltság ezekre már nem terjedhetett ki. Ezért több városnak, többek között Amszterdamnak is, meg kellett elégednie a kiváló iskola elnevezéssel. Három egyetemi karnál többel nem rendelkezhettek, valamint hallgatóiknak nem adhattak doktori címet. Kivétel az Utrechti Egyetem, amely megalakulása után két évvel, 1636-ban megkapta az egyetemi rangot.